# مجرة الطوقان القزمة
مجرة الطوقان أو مجرة توكانا (بالإنجليزية: Tucana Dwarf Galaxy)‏، هي مجرة قزمة التي تتخذ شكلا إهليجياً ومن ضمن التجمع المحلي، تبعد عنا حوالي 3,200,000 سنة ضوئية ويبلغ قطرها حوالي 2,000 سنة ضوئية، وتقع ضمن كوكبة الطوقان. اكتشفها أر جيه ليفري من مرصد جبل سترملو في عام 1990.